# Robert Twyman
Robert Joseph Twyman (* 18. Juni 1897 in Indianapolis, Indiana; † 28. Juni 1976 in West Palm Beach, Florida) war ein US-amerikanischer Politiker. Zwischen 1947 und 1949 vertrat er den Bundesstaat Illinois im US-Repräsentantenhaus.

## Werdegang
Robert Twyman studierte an der Georgetown University in Washington, D.C. Danach war er im diplomatischen Dienst für das Außenministerium im Ausland eingesetzt. Während des Ersten Weltkrieges diente er als Fähnrich in der US Navy. Im Jahr 1919 erhielt er in Guatemala eine Anstellung bei einem Versorgungsbetrieb. Im Zweiten Weltkrieg diente Twyman erneut in der US-Marine. Danach war er an der Herstellung und dem Vertrieb von Baumaschinen beteiligt. Politisch gehörte er der Republikanischen Partei an.
Bei den Kongresswahlen des Jahres 1946 wurde Twyman im neunten Wahlbezirk von Illinois in das US-Repräsentantenhaus in Washington gewählt, wo er am 3. Januar 1947 die Nachfolge des Demokraten Alexander J. Resa antrat. Da er im Jahr 1948 nicht bestätigt wurde, konnte er bis zum 3. Januar 1949 nur eine Legislaturperiode im Kongress absolvieren. Diese war von den Ereignissen des Kalten Krieges geprägt.
Nach dem Ende seiner Zeit im US-Repräsentantenhaus nahm Robert Twyman seine früheren Tätigkeiten wieder auf. Er starb am 28. Juni 1976 in West Palm Beach und wurde in Chicago beigesetzt.